# Europese kampioenschappen badminton 1990
De 12e editie van het Europees kampioenschap badminton werd georganiseerd door de Russische stad Moskou. Het toernooi duurde 7 dagen, van 12 april 1990 tot en met 18 april 1990.

## Medaillewinnaars
| Onderdeel      | 1e plaats                            | 2e plaats                          | 3e plaats                           |
| -------------- | ------------------------------------ | ---------------------------------- | ----------------------------------- |
| Mannen enkel   | Steve Baddeley                       | Darren Hall                        | Steve Butler                        |
| Mannen enkel   | Steve Baddeley                       | Darren Hall                        | Poul-Erik Høyer Larsen              |
| Vrouwen enkel  | Pernille Nedergaard                  | Fiona Smith                        | Helen Troke                         |
| Vrouwen enkel  | Pernille Nedergaard                  | Fiona Smith                        | Christine Magnusson                 |
| Mannen dubbel  | Jan Paulsen Henrik Svarrer           | Max Gandrup Thomas Lund            | Mikael Rosen Peter Axelsson         |
| Mannen dubbel  | Jan Paulsen Henrik Svarrer           | Max Gandrup Thomas Lund            | Pierre Pellupessy Alex Meijer       |
| Vrouwen dubbel | Dorte Kjaer Nettie Nielsen           | Eline Coene Erica van Dijck        | Gillian Gowers Gillian Clark        |
| Vrouwen dubbel | Dorte Kjaer Nettie Nielsen           | Eline Coene Erica van Dijck        | Maria Bengtsson Christine Magnusson |
| Gemengd dubbel | Jon Holst Christensen Grete Mogensen | Jan Eric Antonsson Maria Bengtsson | Jan Paulsen Gillian Gowers          |
| Gemengd dubbel | Jon Holst Christensen Grete Mogensen | Jan Eric Antonsson Maria Bengtsson | Jesper Knudsen Nettie Nielsen       |
| Teams          | Denemarken                           | Zweden                             | Engeland                            |

## Medailleklassement
| Plaats | Land       | Goud | Zilver | Brons | Totaal |
| 1      | Denemarken | 5    | 1      | 3     | 9      |
| 2      | Engeland   | 1    | 2      | 4     | 7      |
| 3      | Zweden     | 0    | 2      | 3     | 5      |
| 4      | Nederland  | 0    | 1      | 1     | 2      |
| Totaal | Totaal     | 6    | 6      | 11    | 23     |